# St. Lukas (Tannhausen)

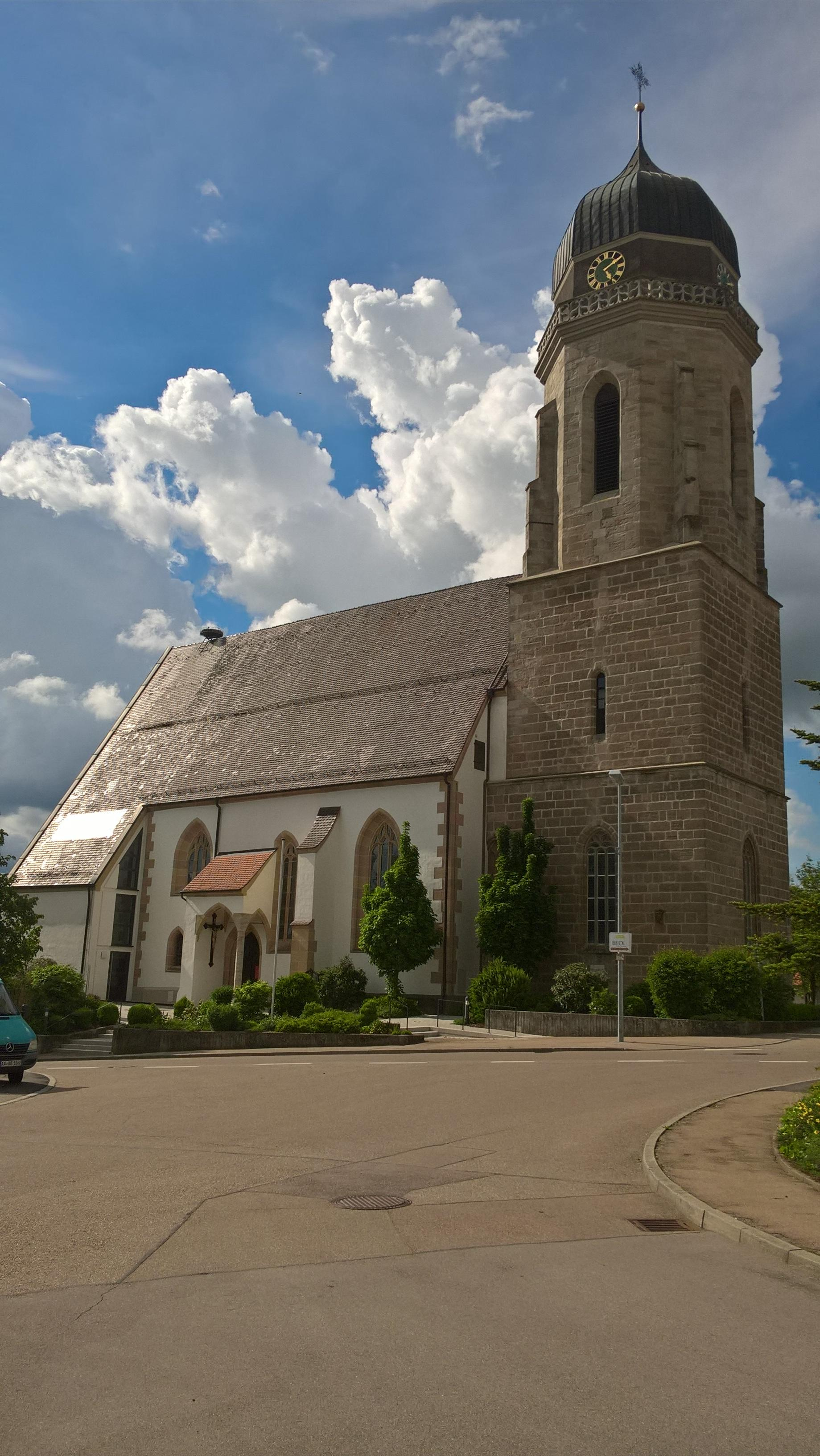
St. Lukas in Tannhausen

Die römisch-katholische Pfarrkirche St. Lukas ist ein geschütztes Kulturdenkmal nach dem Denkmalschutzgesetz. Sie steht in Tannhausen, einer Gemeinde im Ostalbkreis in Baden-Württemberg. Die Kirchengemeinde gehört zum Dekanat Ostalb der Diözese Rottenburg-Stuttgart. Der Schutzpatron ist der Evangelist Lukas.

## Beschreibung
Die spätgotische Hallenkirche besteht aus einem 1479 fertiggestellten Chorturm über quadratischem Grundriss aus Quadermauerwerk, an den 1520 nach einem Entwurf von Stephan Weyrer das Langhaus aus einem Mittelschiff und einem Seitenschiff mit drei Jochen nach Westen angebaut wurde. Auf die beiden quadratischen Geschosse des Kirchturms wurde ein achteckiges, von Strebepfeilern gestütztes aufgesetzt, hinter dessen Klangarkaden sich der Glockenstuhl befindet, in dem seit 1985 vier Kirchenglocken hängen. Darüber verläuft ein mit einer Brüstung gesicherter Umgang. Das darüber befindliche Geschoss mit der Turmuhr ist mit einer barocken Glockenhaube bedeckt. In den Jahren 1956–1959 wurde nach Westen ein Gemeinderaum angebaut. Außerdem wurde ein Teil der Kirchenausstattung aus dem 19. Jahrhundert durch eine moderne ersetzt. Erhalten blieb das von Johann Georg Bergmüller um 1716 gemalte Altarretabel. Die Orgel wurde 1960 als Opus 716 von der Gebr. Späth Orgelbau gebaut.